# Мославачки партизански одред
Мославачки народноослободилачки партизански (НОП) одред је био партизанска јединица у саставу Народноослободилачке војске и партизанских одреда Југославије током Другог светског рата у Хрватској.

## Историјат
Фомииран је почетком октобра 1942. у селу Прокопу на Мославачкој гори од бораца Мославачког партизанског батаљона и новодошлог људства. Имао је 284 борца формираних у два батаљона, са 239 пушака, 6 пушкомитраљеза и 20 пиштоља. Био је под командом Штаба 2. оперативне зоне НОВ и ПО Хрватске. Одред је 14/15. октобра заузео Чазму, али се под притиском немачких и усташко-домобранских снага 16/17. октобра повукао на Било-гору, где је до краја месеца водио жестоке борбе на подручју Велике Писанице и Великог Грђевца. Од новембра 1942. до краја јануара 1943. водио је борбе у Мославини код села Иванске, Нове Раче, Берека, Горње и Доње Обрешке, Совара и других места, и изводио диверзије на железничкој прузи Загреб—Банова Јаруга. Крајем децембра 1942. Одред је дао један батаљон од око 300 бораца за формирање 17. славонске НО бригаде; крајем фебруара 1943. поновно је формиран његов 2. батаљон, а почетком маја и трећи. У марту 1943. дао је око 200 бораца за попуну јединица 4. славонске дивизије НОВЈ, а у мају још два батаљона за формирање јединица 10 (касније 28) славонске дивизије; 9. јуна поновно је формиран 2. батаљон, а 9. августа Ударни батаљон; 21. септембра 1943. имао је три батаљона са око 1000 бораца и тада је дао људство за формирање 2. бригаде 2. оперативне зоне НОВ и ПО Хрватске. Два дана касније, 23. септембра, формиран је од преосталог људства и теренских чета 1. батаљон. Јединице Одреда су 11. фебруара 1943. заробиле домобранску посаду (70 домобрана) у Шарампову код Иванић-Града. Том приликом нападнуте су од јаких домобранских снага из околних упоришта, па су се пребациле на Било-гору, одакле су се почетком марта вратиле са 4. славонском дивизијом. Од тада до краја августа Одред је дејствовао наизменично у Мославини, Посавини и Било-гори, нападајући непријатељеве транспорте и колоне, мање посаде и жандармеријске станице. Одред је 2/3. септембра напао Чазму и заробио 140 домобрана, 7 подофицира и 6 официра, док се немачка посада одржала. До краја децембра 1943. јединице Одреда усмериле су, углавном, своја дејства на железничку пругу Загреб—Банова Jаруга и на мобилизацију новог људства. Одред је 29. новембра учествовао у заузимању Чазме, где је непријатељ имао око 700 погинулих и рањених и 235 заобљених. Успешна дејства Одреда допринела су даљем приливу нових бораца, па је 30. септембра формиран 2, а крајем новембра 3. и 4. батаљон; почетком децембра поновно је имао четири батаљона, од којих је један упутио 12. децембра за формирање бригаде Матија Губец, а 19. јануара 1944. два батаљона за формирање 1. бригаде 33. дивизије НОВ. Одред је остао с једним батаљоном и стављен под команду штаба 33. дивизије. Почетком марта поновно је формиран 2. батаљон, 14. марта Одред улази у састав новоформиране Источне групе НОП одреда 10. корпуса, а у априлу је дао један батаљон за попуну 2. бригаде 33. дивизије. Од јануара 1944. до краја фебруара 1945. Одред је дејствовао у Мославини и бјеловарском округу, нападајући мања непријатељска упоришта, рушећи комуникације и садејствујући јединицама НОВЈ на том подручју. Водио је борбе код Великог Зденца, Гудовца, Српског Селишта и Католичког Селишћа, Компатора, Херцеговца, Павловца, Дражице и других места, а 30. јула 1944. заузео Збјеговачу. Кроз борбе Одред је повећавао своје бројно стање и формирао нове јединице. Тако је у јуну 1944. формиран 2. батаљон, који је у јулу расформиран. До краја септембра формирана су још два батаљона; 25. септембра Одред је дао Ударни батаљон за формирање НО бригаде Милош Обилић. Од новодошлог људства формирана су у септембру још два батаљона, па је Одред у свом саставу поновно имао четири батаљона. Од 11. фебруара 1945. Одред је био у саставу Групе НОП одреда 10. корпуса НОВЈ а крајем фебруара је расформиран. 